# Кордье, Пьер Луи Антуан
Пьер Луи Антуан Кордье (фр. Pierre-Louis-Antoine Cordier; 31 марта 1777, Аббевиль — 30 марта 1861), Париж — французский геолог, петрограф и минералог. Педагог, профессор минералогии и геологии. Действительный член Французской Академии наук (1822). Пэр Франции (с 1839).
Открыл  явление дихроизма. Один из основателей французского Геологического общества. 

## Биография
Родился в семье английского происхождения.
С 1794 года обучался в Горной школе Парижа. Ученик Л. Воклена, Р. Гаюи и Деода де Доломьё.
В 1797 году получил диплом горного инженера. Сопровождал Доломьё сначала в экспедиции в Альпы, позже во время наполеоновского похода в Египет (1798—1799). Исследовал вопросы формирования долины Нила. Попал в плен, но вскоре был освобождён и вернулся во Францию.
В 1822 году сменил Р. Гаюи на посту руководителя секции минералогии Горной школы.
Один из основателей и президент геологического общества Франции (1830). С 1832 года — генеральный инспектор шахт Юго-западной части Франции, с 1834 — официальный вице-президент Генерального горного совета. Кордье занимал эту должность вплоть до своей смерти.
В 1837 стал членом Государственного совета Франции.
С 1839 года — пэр Франции.
С 1804 по 1861 — профессор геологии в Горной школе Парижа.
В 1819—1861 годах сотрудник Национального музея естественной истории в Париже. Несколько раз избирался директором Национального музея  в Париже (1824—1825, 1832—1833, 1836—1837).
Кордье является создателем геологической галереи Музея, которая выросла с 12 000 образцов в 1819 году до 200 000 к моменту его смерти, создал, организовал и классифицировал коллекцию.
Кордье является основателем микроскопической минералогии. Много внимания учёный уделял изучению внутренней температуры Земли (1827) и вулканов. Автор работ по общей геологии.

## Награды
- Командор ордена Почётного легиона (1837).
- Великий офицер ордена Почётного легиона (1859).

В честь Пьера Луи Антуана Кордье был назван минерал Кордиерит.